# Andreas Werner (Autor)
Andreas Werner (* 1967 in Kusel) ist ein deutscher Autor im Bereich Online-Marketing.

## Leben und wissenschaftliche Tätigkeit
Andreas Werner studierte Betriebswirtschaftslehre an der Universität Mannheim. Von 1992 bis 1996 war er dort wissenschaftlicher Mitarbeiter im Fachbereich für Medien- und Kommunikationswissenschaft bei Margot Berghaus.
Andreas Werner ist Verfasser zahlreicher Publikationen zum Bereich Online-Marketing. Er war einer der Initiatoren der German Internet Research List, die 1996 eingerichtet wurde. Werner hatte außerdem den Gründungsvorsitz der Deutschen Gesellschaft für Onlineforschung e.V. inne. Diese wurde 1998 ins Leben gerufen, um die wissenschaftliche und anwendungsbezogene Online-Forschung in Deutschland zu fördern.
Andreas Werner ist heute in der Privatwirtschaft tätig und lebt mit seiner Familie in Aachen.

## Veröffentlichungen (Auswahl)
- Big Data und Social Media Analytics, in: Torsten Schwarz (Hg.): Big Data im Marketing – Chancen und Möglichkeiten für eine effektive Kundenansprache, Haufe, Freiburg/München 2015, S. 164–176.
- mit Verena Bock: Tumblr. Erfolgreich bloggen, mitp-Verlag, Wachtendonk 2015.
- Pinterest – Ein Guide für visuelles Social Media Marketing, Heidelberg u. a. 2013, ISBN 978-3-82669-464-6.
- Social Media – Analytics & Monitoring. Verfahren und Werkzeuge zur Optimierung des ROI, dpunkt.verlag, Heidelberg 2013, ISBN 978-3-86490-023-5.
- Gemeinsam mit Martin Welker, Joachim Scholz: Online-Research – Eine Einführung oder Wie das Internet die empirische Sozialforschung verändert, dpunkt.verlag, Heidelberg 2004, ISBN 3-89864-308-5.
- Thomas Breyer-Mayländer, Andreas Werner: Handbuch der Medienbetriebslehre, R. Oldenbourg Verlag, München 2003, ISBN 3-486-27356-6.
- Marketing-Instrument Internet. Strategie – Werkzeuge – Umsetzung, 3. überarbeitete und erweiterte Auflage, dpunkt.verlag Heidelberg 2003, ISBN 3-932588-56-8
- Contact Measurement in the WWW, in: Bernad Batinic, Ulf-Dietrich Reips, Michael Bosnjak (Hgg.): Online Social Sciences, Hogrefe, Göttingen u. a. 2002, S. 251–262.
- Site-Promotion – Werbung auf dem WWW, 2. überarbeitete und aktualisierte Auflage, dpunkt.verlag, Heidelberg 2000, ISBN 3-932588-52-5.
- Hg. gemeinsam mit Bernad Batinic, Lorenz Gräf und Wolfgang Bandilla: Online-Research – Methoden, Anwendungen und Ergebnisse, Hogrefe, Göttingen u. a. 1999, ISBN 3-8017-1201-X.
- Online-Medien: Theoriebereicherung durch neue Forschungsmethoden, in: Patrick Rössler (Hg.): Online-Kommunikation – Beiträge zu Nutzung und Wirkung, Westdeutscher Verlag, Opladen 1998, S. 227–241.
- mit Wakako Mori: Die Entwicklung der Informationspolitik. Möglichkeiten und politisch-wirtschaftliche Einflüsse, in: Peter Ludes (Hg.): Informationskontexte für Massenmedien – Theorien und Trends, Westdeutscher Verlag, Opladen 1996, ISBN 3-531-12840-X.